# Plainville (Connecticut)
Plainville – miasto w Stanach Zjednoczonych, w stanie Connecticut, w hrabstwie Hartford.